# Farmers försvagare
Farmers försvagare är en klassisk försvagare för överframkallade fotopapper eller filmer. Kemikalieblandningen uppfanns av Howard Farmer 1883. Lösningen kunde reducera det metalliska silvret i filmen eller papperet, och även ta bort det helt.

## Försvagare
Försvagning användes, om negativet är för ogenomskinligt eller är "hårt", det vill säga visar för stora kontraster med avseende på skuggor och dagrar. Negativet behandlas då med något ämne, som förmår lösa upp silvret. Önskar man en allmän försvagning, användes vanligen Farmers försvagare, som består av rött blodlutsalt (ferricyankalium) och undersvavelsyrligt natron i vattenlösning. Ferricyankaliet bildar med silvret ferrocyansilver, som, i den mån det bildas, löses i det närvarande undersvavelsyrliga natronet. Är det fråga om att minska kontrasterna, behandlas negativet med ammoniumpersulfatförsvagaren, som har egenskapen att företrädesvis angripa och upplösa silvret i de silverrika partierna av negativet.

## Blandning av Farmers försvagare
Båda lösningarna A och B är hållbara, men inte blandningen. Lösning A förvaras i mörk flaska.

### Stamlösning A
- Kaliumferricyanid 5 gram
- 100 ml vatten[3]

### Stamlösning B
- Natriumtiofosfat 25 gram
- 500 ml vatten[3]

1 del av lösning A blandas med 5 delar av lösning B.  Efter försvagningen tvättas negativet åter och torkas.
Farmers försvagare bör användas för överexponerade eller rikligt exponerade negativ med stor allmän täthet.

## Persulfatförsvagare

### Lösning A
- Ammoniumpersulfat 2 gram
- Koksaltlösning, 1% 2 ml
- Destillerat vatten 100 ml[3]

### Lösning B
- Natriumsulfit, krist. 10 gram
- Vatten 100 ml[3]

Negativen läggs i den nytillredda A-lösningen. Innan den önskade försvagningen har ernåtts sköljs negativet i vatten och läggs i B-lösningen, varvid försvagningen avstannar. Därefter grundlig sköljning. 
Persulfatförsvagaren används för försvagning av hårda och överframkallade negativ med kraftigt svärtade dagrar men tunna skuggor.